# Tetrix jilinensis
Tetrix jilinensis är en insektsart som beskrevs av Ren, Bingzhong, L. Wang och T. Meng 2004. Tetrix jilinensis ingår i släktet Tetrix och familjen torngräshoppor. Inga underarter finns listade i Catalogue of Life.